# Buddhism i Tyskland

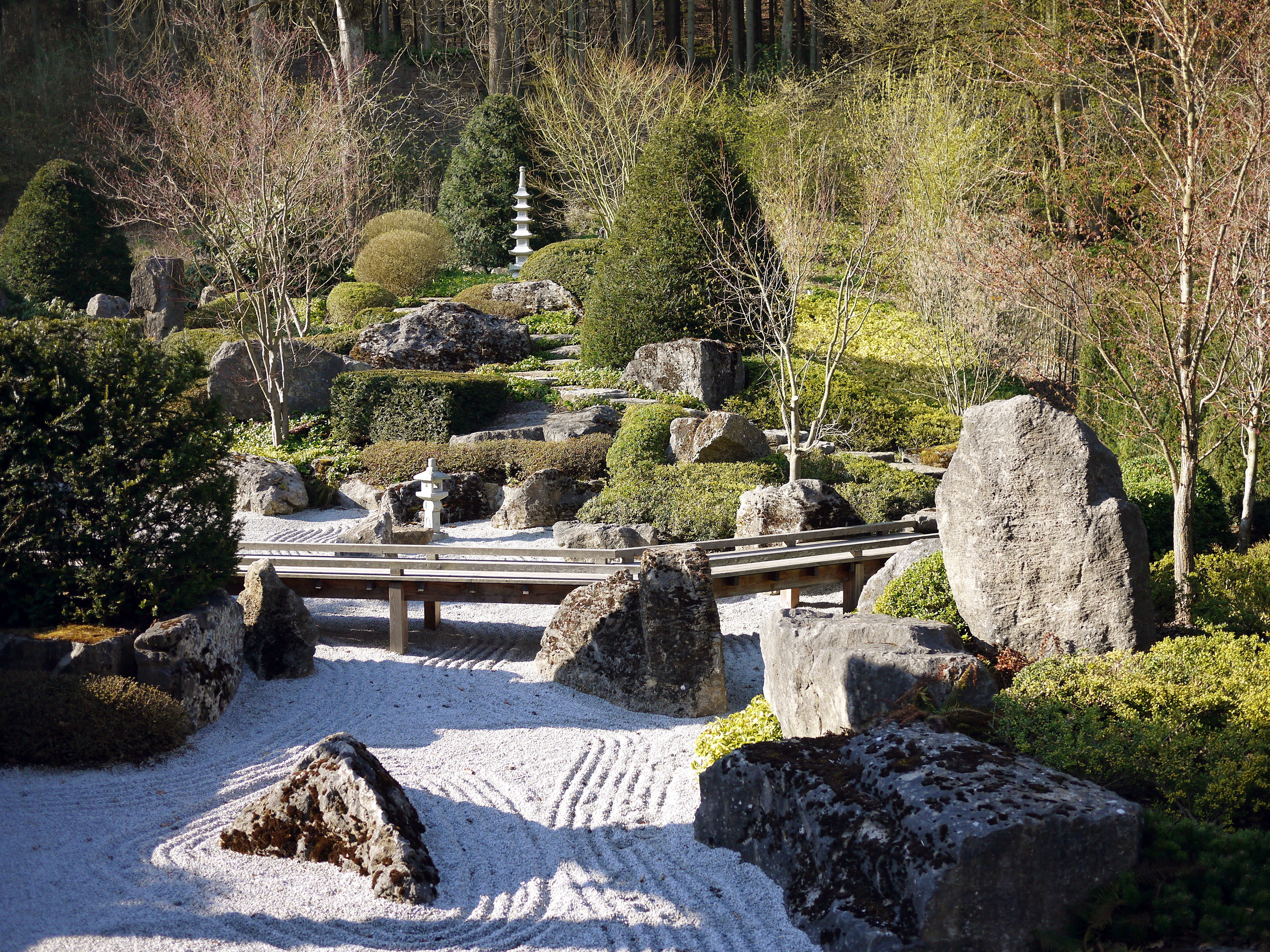
Zengården i Holzkirchen

Buddhism är en minoritetsreligion i Tyskland som har ökat under 2010-talet. En orsak till detta kan vara att religionen anses vara pacifistisk och emot olika extremer. Dalai lamas besök i Tyskland har också hjälpt religionens rykte.

## Historia
Buddhismens historia i Tyskland började cirka 150 år sen. Religionens filosofi har påverkat Arthur Schopenhauers tänkande.
Anton Walther Florus Gueth (1878–1957) var den första tysken som gav munklöften och även den första från det europeiska fastlandet. Han promoverades inom theravada-traditionen år 1903, och senare översatte Geuth också Milinda Panha till tyska.
År 1924 öppnades Das Buddhistische Haus i Berlin och den blev Europas första buddhistiska templet.
Tyska buddhistiska unionen (Deutsche Buddhistische Union) grundades år 1955 då buddhistiska föreningar i München, Berlin och Hamburg grundade en nationell takorganisation. Unionen fick sitt nuvarande namn år 1958 och fungerade under namnet Tyska buddhistiska sällskapet (Deutsche Buddhistische Gesellschaft).

## I dag
Tyska buddistiska unionen fungerar som takorganisation åt alla riktningar av religionen. Sedan 1981 har unionen erkänts som icke-vinstdrivande organisation.
Staten har ingen statistik om medborgarnas religiösa övertygelser. År 2004 uppskattades det att antal buddhister är cirka 220 000. Av dessa har cirka 100 000 tyskar och cirka 120 000 utländsk bakgrund. De största utländska buddhistiska minoriteterna är thailändare och vietnameser. Antalet buddhistiska föreningar växer också.

## Galleri

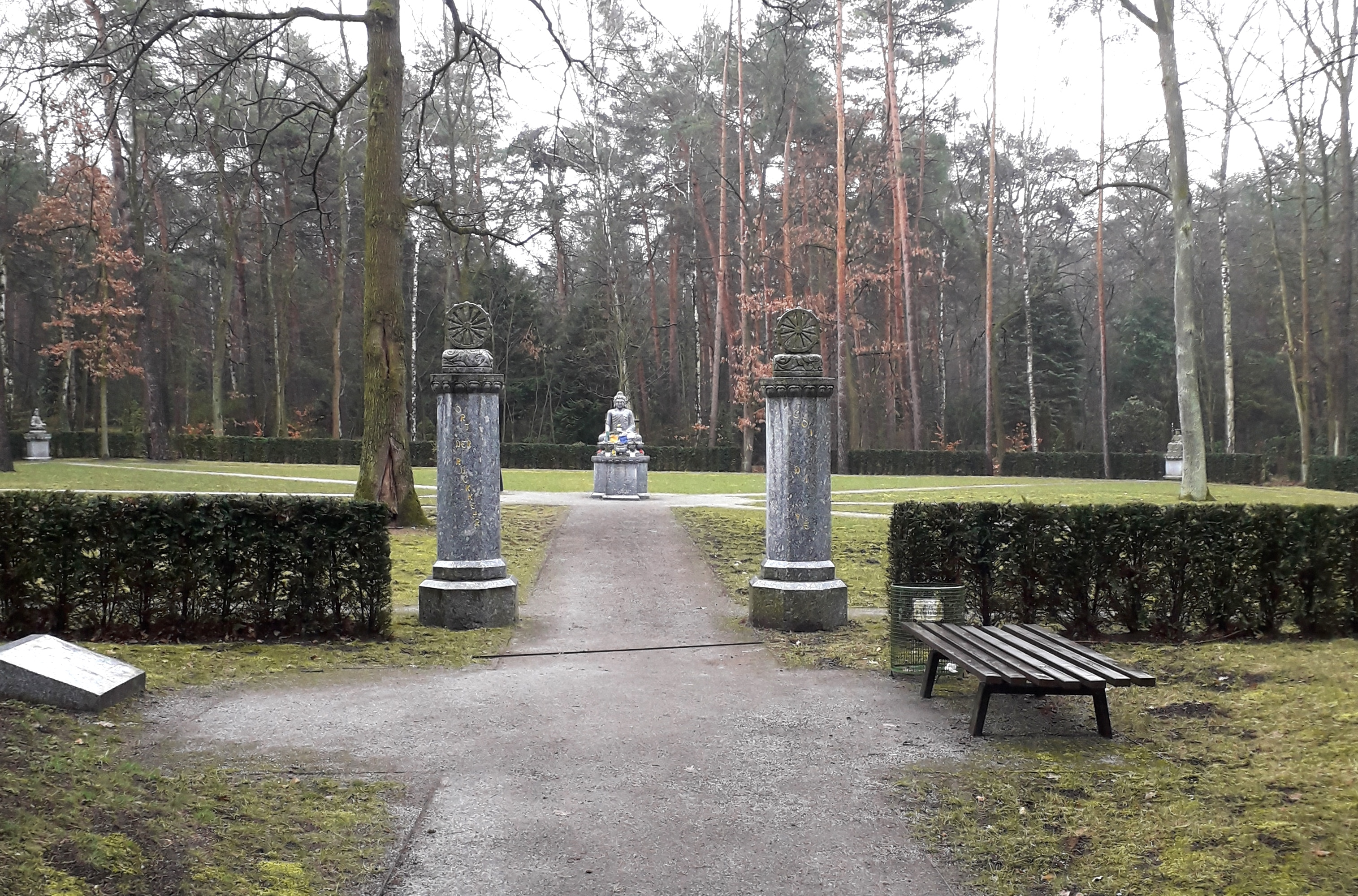
Buddhistisk gravgård i Dresden.
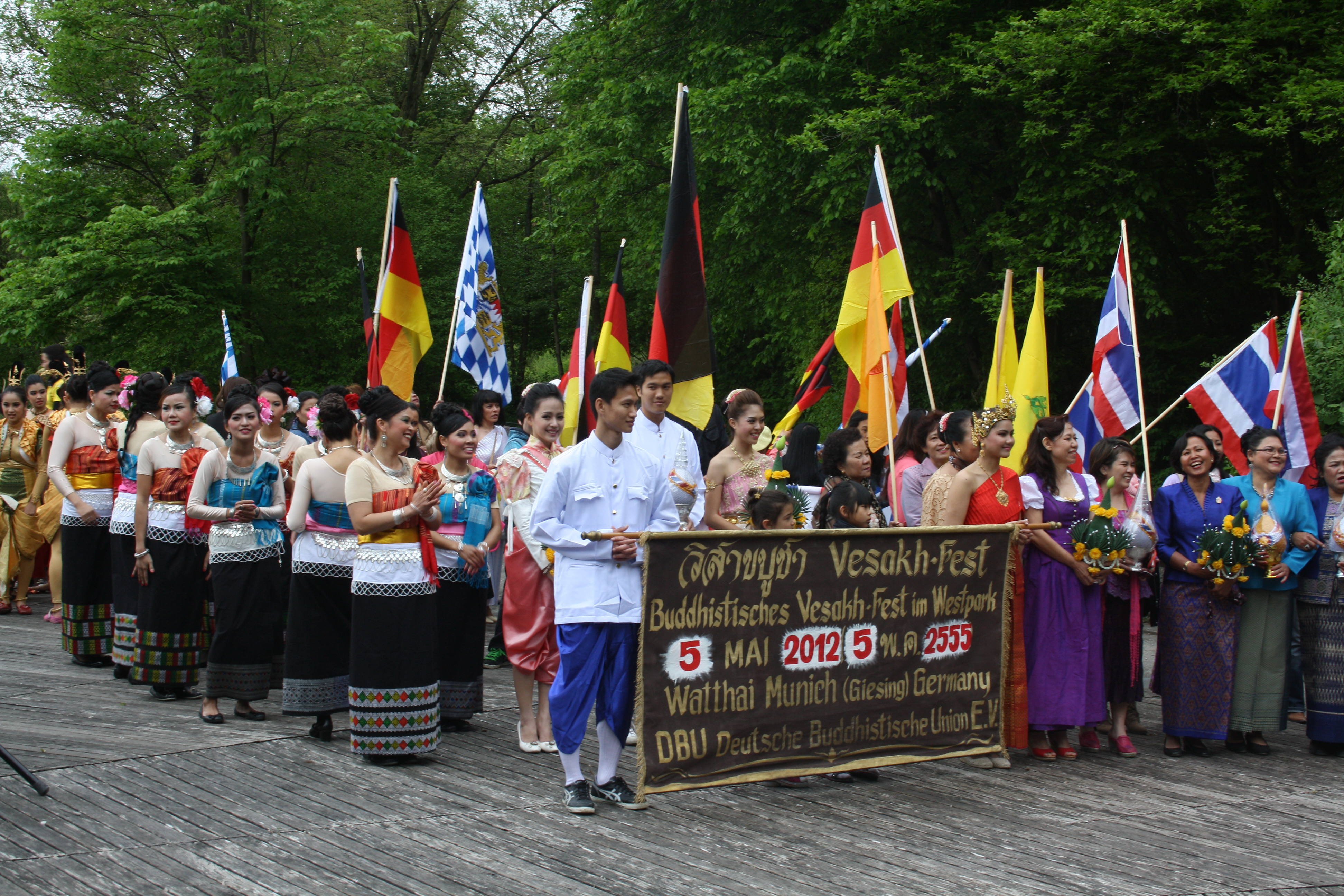
Firande av Vesak i München år 2012
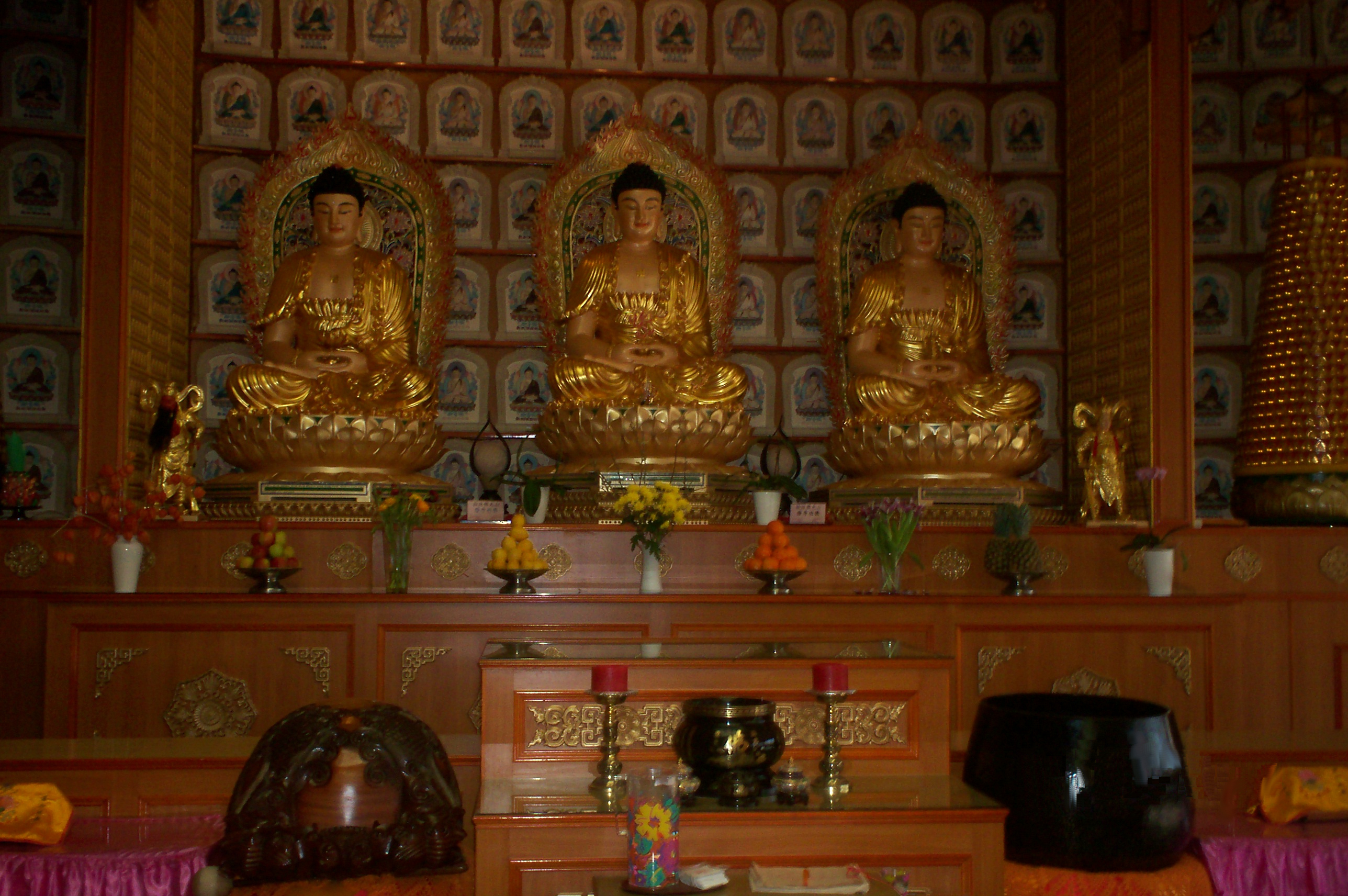
Altar i Fo Guang Shans tempel i Berlin.
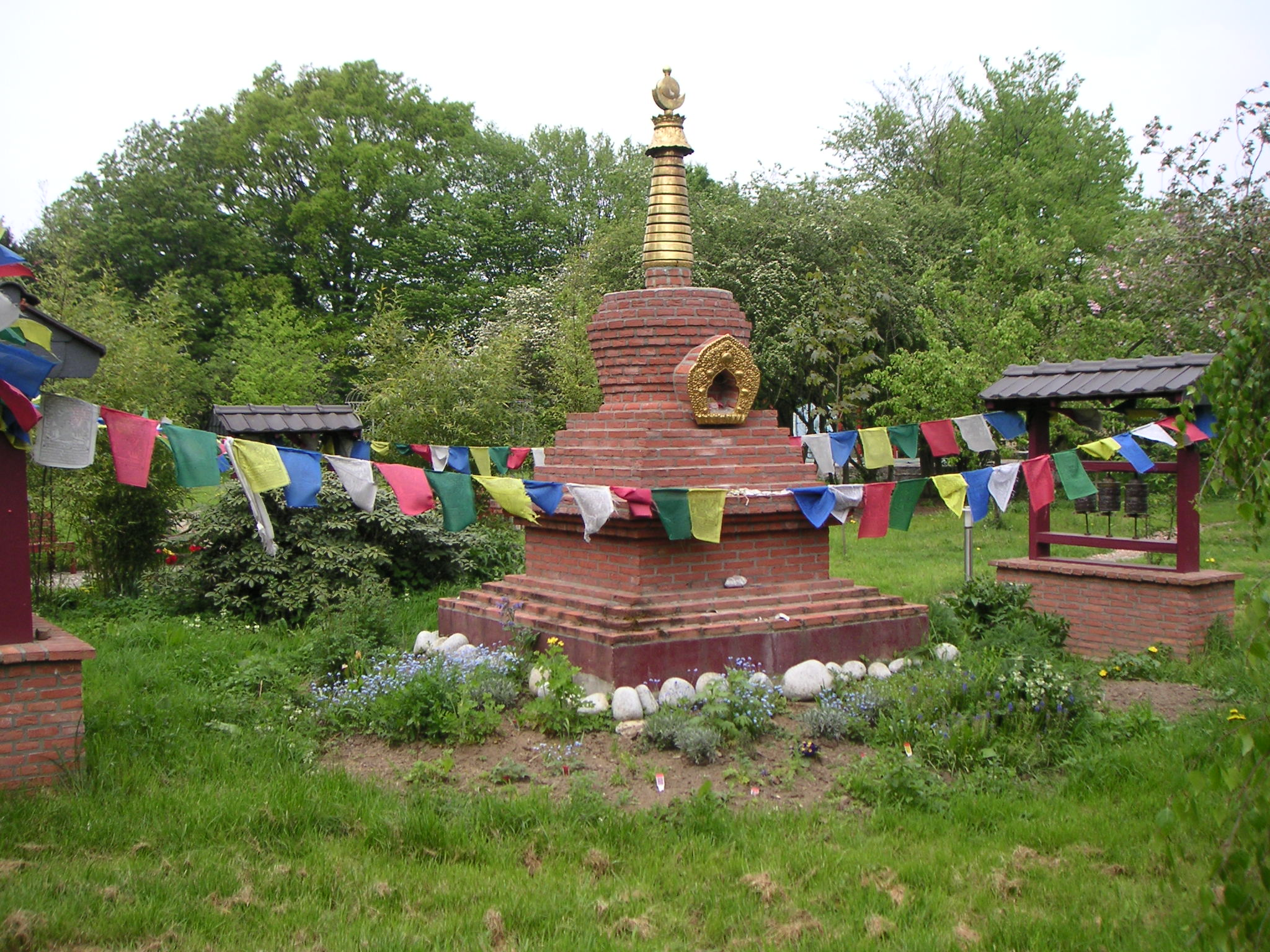
Stupa i Pauenhof, Niederrhein